# Circle (公司)
Circle最初是一家点对点支付技术公司，现在管理稳定币USDC，这种加密货币的价值与美元挂钩。它由杰里米·阿莱尔（Jeremy Allaire）和肖恩·内维尔（Sean Neville）于2013年10月创立。Circle的总部位于马萨诸塞州的波士顿。USDC旨在保持在或接近稳定的1美元价格。